# Tomba dell'imperatore Massimiliano I d'Asburgo
La tomba dell'imperatore Massimiliano I d'Asburgo è un'opera monumentale con numerose figure in bronzo (da cui il volgare: Schwarze Mander = uomini neri), che si trova nella navata principale della chiesa di corte di Innsbruck.
La tomba fu commissionata dall'imperatore Massimiliano I (1459–1519) durante la sua vita per la cappella di San Giorgio nel castello di Wiener Neustadt, ma rimase incompiuta. Fu solo suo nipote, l'imperatore Ferdinando I (1503–1564), a far portare la magnifica tomba a Innsbruck e ad allestirla come cenotafio nella chiesa di corte, costruita appositamente per essa. Il nipote fece portare a Innsbruck la tomba vuota e costruì per essa una chiesa sepolcrale separata, la Hofkirche. Le 28 figure in bronzo fuso erano raggruppate intorno alla tomba. Il cenotafio non fu completato fino al 1584 sotto l'arciduca Ferdinando II (1529–1595).